# Adolf Gusserow

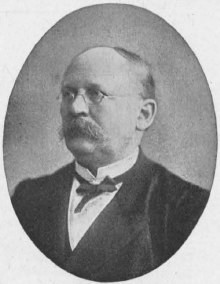
Adolf Gusserow 1898

Adolf Ludwig Sigismund Gusserow (* 8. Juli 1836 in Berlin; † 6. Februar 1906 ebenda) war ein deutscher Gynäkologe.

## Leben
Gusserow studierte Medizin an den Universitäten Berlin, Würzburg und Prag. 1859 wurde er promoviert, die Habilitation erfolgte 1864 an der Friedrich-Wilhelms-Universität Berlin. Anschließend wurde er dort Privatdozent.
Gusserow war ab 1866 ordentlicher Professor an der Universität Utrecht, wechselte aber schon 1867 an die Hochschule Zürich, wo er 1870/71 als Rektor amtierte. 1872 wurde er Professor an der Universität Straßburg und 1878 Ordinarius für Geburtshilfe an der Friedrich-Wilhelms-Universität Berlin. 1880 heiratete er Clara Oppenheim (1861–1944), jüngste Tochter des Juristen Otto Georg Oppenheim, mütterlicherseits Enkelin des Bankiers Alexander Mendelssohn und Ur-Urenkelin des Kaufmanns und Philosophen Moses Mendelssohn.
1870 beschrieb Gusserow als Erster den selteneren Typ eines Gebärmutterhalskrebses, das Adenokarzinom (Adenoma malignum). Er veröffentlichte die Erkenntnisse in seiner Arbeit Ueber Sarcome des Uterus.

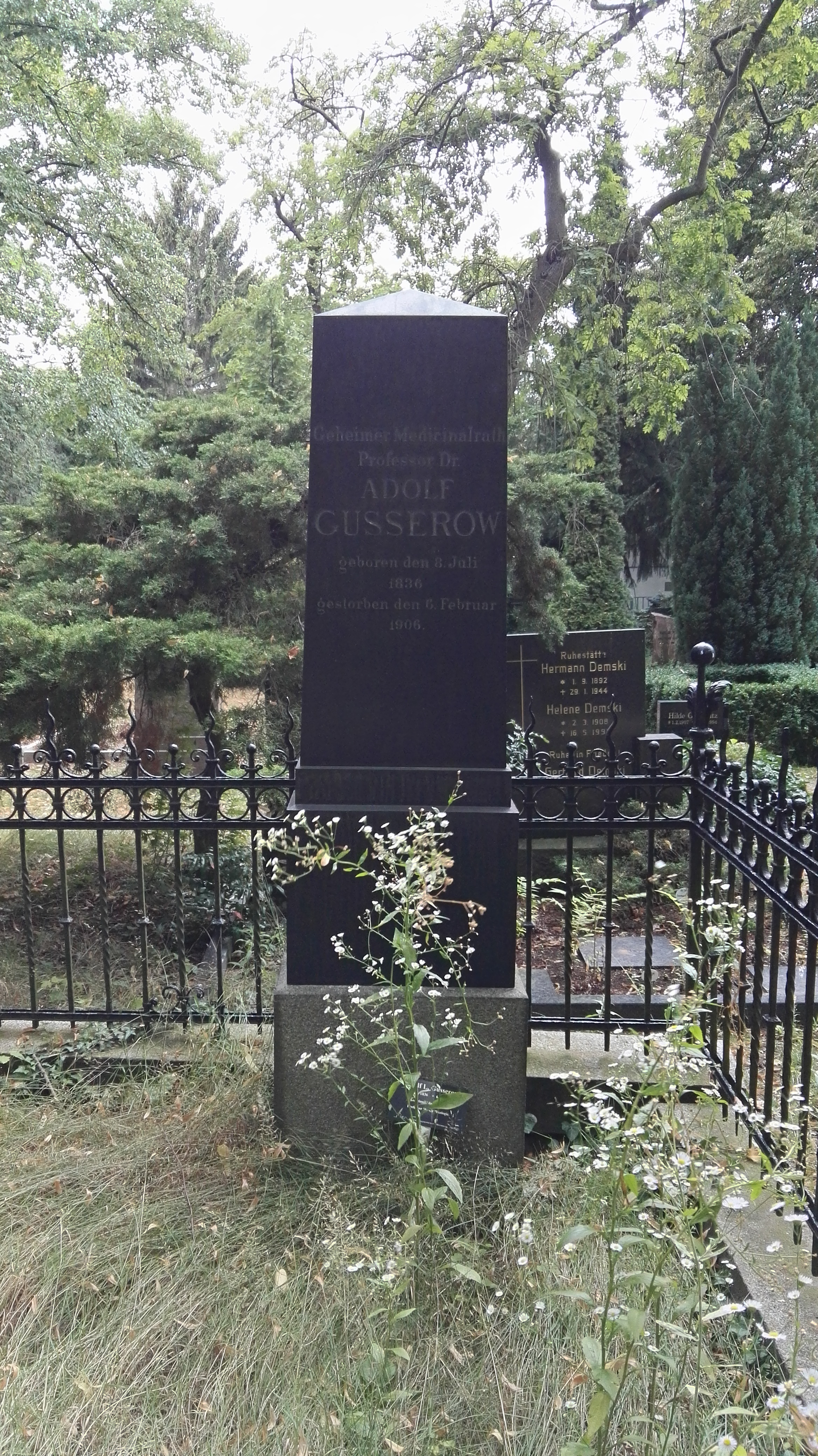
Grab von Adolf Gusserow in Berlin-Kreuzberg

1882 wurde er Mitglied der Deutschen Akademie der Naturforscher Leopoldina. Zusammen mit Christian Gerhard Leopold war Gusserow Herausgeber der Zeitschrift Archiv für Gynäkologie.
Zu seinen Schülern gehörten Alfred Dührssen (1862–1933) und Paul Zweifel (1848–1927).
Adolf Gusserow starb am 6. Februar 1906 unerwartet im Alter von 69 Jahren in Berlin. Beigesetzt wurde er auf dem dortigen Dreifaltigkeitsfriedhof I vor dem Halleschen Tor. In der erhaltenen Gittergrabanlage dient ein gesockelter Obelisk aus schwarzem Granit als Grabstein.

## Werke
- Geburtshülfe und Gynäkologie in Großbritannien – Ein Reisebericht. in der Google-Buchsuche Engelhardt, Leipzig 1864.
- Ueber Sarcome des Uterus. In: Arch Gynecol Obstet. 1 (1870), S. 240–251. doi:10.1007/BF01814006
- Zur Lehre vom Stoffwechsel des Foetus. Engelhardt, Leipzig 1872.
- Über Menstruation und Dysmenorrhoe. Breitkopf und Härtel, Leipzig 1874.
- Die Neubildungen des Uterus. Enke, Stuttgart 1886. (Reprint: Vdm Verlag Dr. Müller, 2007, ISBN 978-3-8364-1464-7)